# Бжезьниця (Тарнівський повіт)
Бжезьниця (пол. Brzeźnica) — село в Польщі, у гміні Радлув Тарнівського повіту Малопольського воєводства.
У 1975-1998 роках село належало до Тарнівського воєводства.